# Ciències de la vida
Les ciències de la vida comprenen tots els camps de la ciència que s'ocupen de l'estudi dels éssers vius, com les plantes, animals i éssers humans. A més de la biologia abasta també altres camps relacionats com la medicina, biomedicina, bioquímica i biodiversitat. L'espectre metodològic pot abastar tots els dispositius i aparells relacionats, fins a incloure també ciències humanes i socials. Ha portat a una proliferació d'especialitzacions i camps interdisciplinaris.
Les ciències de la vida són útils per millorar la qualitat i el nivell de vida. Tenen aplicacions en la salut, l'agricultura, la medicina i les Indústries farmacèutica i de la Ciència i tecnologia dels aliments.
Una llista no exhaustiva dels camps del coneixement compresos inclou: antropologia física, biocomputació, biofísica, bioinformàtica, biologia, biologia cel·lular, biologia del desenvolupament, biologia de sistemes, biologia estructural, biologia evolutiva, biologia molecular, biomaterials, biomecànica, biomedicina, Biopolímers, bioquímica, biotecnologia, botànica, ciències ambientals, ciències de l'alimentació, ciències de la salut, control biològic, ecologia, farmacogenòmica, farmacologia, fisiologia, genètica, genòmica, imagenologia, inmunogenètica, immunologia, immunoteràpia, microbiologia, neurociència, neurociència computacional, neurociència cognitiva, oncologia, optometria, proteòmica, paleontologia, sociobiologia, tecnologies sanitàries, zoologia.
Al món anglosaxó s'utilitza sovint el concepte de Life Sciences. No sempre s'utilitza en tots els països amb les mateixes connotacions o amb el mateix grau.